# Discographie de Charles McPherson
La discographie de Charles McPherson, saxophoniste alto américain de jazz, comprend une vingtaine d'albums enregistrés sous son mon,. McPherson a également participé à plusieurs albums de musiciens de renom tels que Charles Mingus (8 albums) et Eric Dolphy.

## Discographie

### En leader (partielle)
| Enregistrement | Label       | Nom de l'album           | Notes                                              |
| -------------- | ----------- | ------------------------ | -------------------------------------------------- |
| 1964           | Prestige    | Be-Bop Revisited         |                                                    |
| 1964           | Prestige    | Con Alma!                |                                                    |
| 1966           | Prestige    | Quintet Live!            | Album live                                         |
| 1966           | Prestige    | Live at the Five Spot    | Album live au club The Five-Spot à New York.       |
| 1968           | Prestige    | From This Moment On!     |                                                    |
| 1968           | Prestige    | Horizons                 |                                                    |
| 1969           | Prestige    | McPherson's Mood         |                                                    |
| 1976           | Xanadu      | Live in Tokyo            | Album live                                         |
| 1977           | Xanadu      | New Horizons             |                                                    |
| 1978           | Xanadu      | Free Bop!                |                                                    |
| 1984           | Discovery   | The Prophet              |                                                    |
| 1992           | Discovery   | Follow the Bouncing Ball |                                                    |
| 1994           | Arabesque   | First Flight Out         |                                                    |
| 1995           | Arabesque   | Come Play With Me        |                                                    |
| 1997           | Arabesque   | Manhattan Nocturne       |                                                    |
| 2002           | Cellar live | Live at the Cellar       | Album live enregistré au club Cellar de Vancouver. |
| 2003           | Tokuma      | But Beautiful            |                                                    |

### Principales collaborations
| Leader           | Label          | Enregistrement | Nom de l'album                               |
| ---------------- | -------------- | -------------- | -------------------------------------------- |
| Charles Mingus   | Atlantic       | 1956           | Pithecanthropus Erectus                      |
| Charles Mingus   | Candid         | 1960           | Mingus!                                      |
| Charles Mingus   | Candid         | 1960           | Mysterious Blues                             |
| Eric Dolphy      | Candid         | 1961           | Candid Dolphy                                |
| Barry Harris     | Riverside      | 1961           | Newer Than New                               |
| Pepper Adams     |                | 1963           | Plays Charlie Mingus                         |
| Charles Mingus   | Charles Mingus | 1965           | My Favorite Quintet (live)                   |
| Don Patterson    | Prestige       | 1968           | Boppin’ and Burnin’                          |
| Don Patterson    | Prestige       | 1968           | Funk You                                     |
| Barry Harris     | Prestige       | 1968           | Bull's Eye                                   |
| Eddie Jefferson  | Prestige       | 1969           | Come Along with Me                           |
| Charles Mingus   | Columbia       | 1971           | Let My Children Hear Music                   |
| Charles Mingus   | Columbia       | 1972           | Charles Mingus and Friends in Concert (live) |
| Bobby Jones      | Cobblestone    | 1972           | Arrival of Bobby Jones                       |
| Red Rodney       | Muse           | 1973           | Bird Lives!                                  |
| Charles Mingus   | Atlantic       | 1974           | Mingus at Carnegie Hall (live)               |
| Sam Jones        | Xanadu         | 1976           | Cello Again                                  |
| Kenny Drew       | Xanadu         | 1978           | For Sure                                     |
| Charles Mingus   | Atlantic       | 1978           | Something Like a Bird                        |
| Dave Pike        | Timeless       | 1988           | Bluebird                                     |
| Ellen Johnson    | VCI            | 1993           | Too Good to Title                            |
| Rein de Graaff   | Timeless       | 1999           | Duets                                        |
| Charlie Shoemake | Chase Music    | 2000           | Lands End                                    |
| Rob Schneiderman | Reservoir      | 2007           | Glass Enclosure                              |